# Gozdowo (województwo wielkopolskie)
Gozdowo – wieś w Polsce położona w województwie wielkopolskim, w powiecie wrzesińskim, w gminie Września.

## Historia
Wieś duchowna, własność prepozyta kapituły katedralnej gnieźnieńskiej, pod koniec XVI wieku leżała w powiecie pyzdrskim województwa kaliskiego.
W latach 1954–1959 wieś należała i była siedzibą władz gromady Gozdowo, po jej zniesieniu w gromadzie Września-Południe. W latach 1975–1998 miejscowość administracyjnie należała do województwa poznańskiego.

## Obiekty
Przy kościele św. Filipa i Jakuba znajduje się grób generała Kazimierza Grudzielskiego, uczestnika powstania wielkopolskiego.
W pobliżu miejscowości znajduje się Miejsce Obsługi Podróżnych (MOP Gozdowo) dla jadących autostradą A2 w kierunku Warszawy.

## Osoby
W miejscowości mieszkał Józef Kowalski – w latach 1923–1927 poseł na Sejm Rzeczypospolitej Polskiej z ramienia Narodowej Partii Robotniczej.